# Focke-Wulf Triebflügel
Die Focke-Wulf Triebflügel, oder Triebflügeljäger, war ein deutsches Konzeptflugzeug aus dem Jahr 1944, der Endphase des Zweiten Weltkriegs, geplant zum Schutz gegen die steigende Bedrohung durch die Bomberkommandos der Alliierten. Es ist als Heckstarter für Senkrechtstart und -landung entworfen worden, um als Abfangjäger für die lokale Verteidigung von wichtigen Bereichen eingesetzt zu werden, die kleine oder gar keine Flugplätze hatten.
Die Entwicklung des Triebflügel erreichte nur den Stand von Windkanal-Tests, als die Alliierten die Produktionsanlagen einnahmen. Es wurde kein Prototyp vollendet.

## Konstruktion
Beim Focke-Wulf Triebflügel kam ein vollkommen neues Konzept zur Anwendung. Demnach sorgten keine Flügel für den Auftrieb, sondern der ganze Auftrieb sowie der Schub sollten von einem Rotor mit Blattspitzenantrieb erzeugt werden. Dieser namensgebende Triebflügel befand sich etwa in der Mitte der Längsachse des Flugzeuges, zwischen dem Cockpit und dem Höhenleitwerk. Vor dem Start sollte das Flugzeug vertikal auf seinem Heck stehen, in dieser Position funktionierten die Rotoren ähnlich einem Hubschrauber. Im Horizontalflug entsprach die Funktionsweise einem riesigen Propeller.
Die drei Rotorblätter sollten in einer Ringanordnung auf einem frei im Flugzeugrumpf drehbaren Segment montiert werden. Der (heiße) Blattspitzenantrieb war in Form kleiner Staustrahltriebwerke projektiert, die beim Start von kleinen Feststoffraketen auf Betriebsgeschwindigkeit beschleunigt worden wären, diese sollten nach Erreichen der Startdrehzahl abgesprengt werden. Projektiert war ebenfalls ein verstellbarer Anstellwinkel der Blätter, um eine Anpassung an den Flugzustand zu erreichen.
Ein kreuzförmiges Leitwerk am hinteren Teil des Rumpfes aus vier Leitwerken, mit beweglichem Querruder, die auch als kombinierte Seitenleitwerke und Höhenruder funktioniert hätten, bildete das Heck der Focke-Wulf Triebflügel. Ein einzelnes großes gefedertes Rad am äußersten Ende des Rumpfes bildete das Hauptfahrwerk, vier kleine nachlaufende Räder auf ausfahrbaren Streben wurden am Ende jedes Leitwerks platziert, um das Flugzeug auf dem Boden zu stabilisieren und seine Beweglichkeit am Boden zu ermöglichen (Tailsitter). Das Hauptfahrwerk und die Stützräder wurden im Flug durch aerodynamische Fahrwerksverkleidungen abgedeckt.
Sobald das Flugzeug nach dem Vertikalstart eine ausreichende Höhe erreicht hätte, war die Transition in den Horizontalflug geplant.
Konstruktionsbedingt nimmt die Maschine auch im Horizontalflug einen leichten Anstellwinkel ein, daher ist auch die aus vier Maschinenkanonen im vorderen Rumpf bestehende Hauptbewaffnung leicht nach unten abgewinkelt. Die Rotoren sind die einzigen Komponenten, die im Horizontalflug Auftrieb erzeugen, weitere auftriebserzeugende Elemente wie z. B. Stummelflügel waren nicht geplant.
Zum Landen sollte das Flugzeug in die Vertikale gezogen werden, bis es senkrecht in der Luft „steht“, anschließend würde der Schub soweit gedrosselt werden, bis die Maschine rückwärts bis zum Aufsetzen absinkt. Aufgrund der eingeschränkten Sicht des Piloten, die durch den Rotor noch zusätzlich beeinträchtigt worden wäre, wurde dies bereits in der Planung als gefährliches Manöver eingeschätzt.
Dieser Entwurf des Focke-Wulf Triebflügel war einzigartig unter den VTOL-Entwürfen aus dem 20. Jahrhundert, und auch einzigartig im Vergleich zu anderen deutschen Projekten. Einige frühe Entwurfsstudien für die Roton (Rakete) in den 1990er Jahren zeigten Roton mit einem Rotorsystem, ähnlich dem eines Hubschraubers, mit dem Roton wieder landen sollte.
Die 1953 und 1954 in den USA entwickelten und gebauten Heckstarter-Prototypen Lockheed XFV-1 und Convair XFY-1 bestätigten im realen Flugversuch die hohe Schwierigkeit des Transitionsmanövers, die Instabilität der Maschine während desselben und die letztendliche Unbrauchbarkeit von Heckstartflugzeugen. Es ist daher davon auszugehen, dass die Triebflügel selbst bei Erreichen der Einsatzreife ebenso wie andere deutsche „Wunderwaffen“ keinen nennenswerten Effekt auf den Ausgang des Zweiten Weltkriegs gehabt haben dürfte. Dennoch fand die Maschine aufgrund ihres exotischen Erscheinungsbildes zumindest kurzzeitig filmische Verwendung.

## Technische Daten
| Kenngröße                       | Daten |
| ------------------------------- | --- |
| Besatzung                       | 1 |
| Länge                           | 9,15 m |
| Spannweite                      | 11,50 m |
| Flügelstreckung                 | 9,1 |
| Flächenbelastung                | 212–314 kg/m² |
| Rüstmasse                       | 3.200 kg |
| Zuladung                        | 1.975 kg |
| Startmasse                      | 5175 kg |
| Triebwerke                      | 3 Staustrahltriebwerke Pabst, je 8,9 kN 3 Flüssigkeitsraketen Walter 2 Starthilfsraketen Walter HWK 109-500, je 14,71 kN |
| Kraftstoffvorrat                | 1.500 kg |
| Höchstgeschwindigkeit           | 1.000 km/h in Bodennähe 900 km/h in 7.000 m Höhe 840 km/h in 11.000 m Höhe 840 km/h in 14.000 m Höhe                     |
| Mindeststeuergeschwindigkeit    | 230 km/h |
| höchstzulässige Geschwindigkeit | 2.700 km/h |
| Steiggeschwindigkeit            | 125 m/s in Bodennähe 50 m/s in 7.000 m Höhe 20 m/s in 11.000 m Höhe 7 m/s in 14.000 m Höhe                               |
| Steigzeit                       | 8,2 s auf 1.000 m Höhe 39,5 s auf 4.000 m Höhe 1,8 min auf 8.000 m Höhe 7,4 min auf 14.000 m Höhe                        |
| Dienstgipfelhöhe                | 15.500 m |
| Reichweite                      | 650 km bei 925 km/h in Bodennähe 2.400 km bei 675 km/h in 14.000 m Höhe                                                  |
| Flugdauer                       | 0,7 h bei 925 km/h in Bodennähe 3,4 h bei 675 km/h in 14.000 m Höhe                                                      |
| Bewaffnung                      | 2 × 30 mm MK 103, je 100 Schuss 2 × 20 mm MG 151, je 250 Schuss                                                          |